# 小行星7599
小行星7599（英語：7599 Munari）是一颗围绕太阳公转的小行星。1994年8月3日，A. Boattini、M. Tombelli在圣马尔切洛皮斯托耶塞发现了此天体。
这颗小行星的绝对星等为205.2884988898086等。